# Alajärvi
Alajärvi é um município da província de Finlândia Ocidental, integrando a sub-região de Ostrobótnia do Sul, na Finlândia. Fundado em 1869, Alajärvi está localizado a cerca de 35 quilómetros ao sul de Oulu.
O município tem uma população de 10.583 habitantes (estimativas de março de 2010) distribuídos por uma área geográfica de 1.056,76 km². A densidade populacional do município é de 10,48 hab/km². Todos os habitantes da cidade falam unanimamente o finlandês.